# Hochschule Volda
Die Hochschule Volda (norwegisch: Høgskulen i Volda), kurz HVO, ist eine staatliche Hochschule in der norwegischen Stadt Volda mit rund 3.900 Studenten und 300 Angestellten (2013).

## Geschichte
Die Hochschule Volda wurde 1994 gegründet; sie gliedert sich heute in vier Abteilungen: „Humanities and education“, „Social Sciences and history“, „Art & physical Education“ und „Media and journalism“. Zuvor gab es hier von 1861 an „Voldens høiere Almueskole“ und von 1895 an „Volda Lærarskule“ für die Lehrerausbildung.